# 카 (비디오 게임)
《카》(Cars)는 동명의 영화를 기반으로 2006년 출시된 자동차 경주 비디오 게임이다.
대한민국에서는 THQ를 통해 2006년 정식 출시되었다.

## 개요
《카》는 가공의 마을인 레디에이터 스프링스를 배경으로 하고, 플레이어는 라이트닝 맥퀸이 피스톤 컵에서 우승할 수 있도록 50개의 경주 시합에서 완주해야 한다. 플레이어에게 주어지는, 원작에서 등장하는 10개의 캐릭터를 가지고 오픈 월드 환경에서 게임이 진행되며 각 캐릭터들의 목소리는 원작의 성우들이 맡았다.

## 배역
- 라이트닝 맥퀸 역의 오웬 윌슨
- 메이터 역의 래리 더 케이블 가이
- 닥 허드슨 역의 폴 뉴먼
- 샐리 카레라 역의 보니 헌트
- 루이지 역의 토니 샬호브
- 래몬 역의 치치 매린
- 보안관 역의 마이클 웰리스
- 필모어 역의 조지 칼린
- 사즈 역의 폴 둘리
- 플로 역의 제니퍼 루이스
- 귀도 역의 귀도 쿼로니
- 왕 역의 리차드 페티
- 칙 힉스 역의 마이클 키튼
- 리지 역의 캐서린 헬몬드
- 맥 역의 존 라첸버거
- 대럴 카트립 역의 대럴 월트립
- 미아 역의 린지 콜린스
- 티아 역의 엘리사 나이트
- DJ 역의 E.J. 할로위키
- 윙고 역의 아드리안 오초아
- 부스트 역의 조나스 리베라
- 스놋 로드 역의 루 로마노

## 반응
《카》는 대체로 긍정적인 평가를 받았다. 게임스팟은 엑스박스 360과 Wii용으로 출시된 버전에 10점 중 7.0점을, PS2와 엑스박스, 게임큐브 버전에는 7.6점을, PSP버전에는
7.4점을 주었다. 메타크리틱은 Wii 버전에 100점 중 65점을, DS 버전에는 54점을, PC 버전에는 73점을, PS2 버전에는 71점을, PSP 버전에는 70점을 주었다.

## 시스템 사양
다음은 PC 및 매킨토시 전용으로 출시된 《카》가 동작할 수 있는 컴퓨터의 요구사양이다.
| 윈도 | 매킨토시 |
| --- | --- |
| - CPU: 펜티엄 3 1.2GHz 또는 AMD 애슬론 XP - RAM: 256MB 또는 512MB - 그래픽 카드: 지포스 2, ATI 7500 32MB 이상 - 하드 디스크 여유 공간: 1.4GB 이상 - DirectX 버전: 9.0c | - CPU: G4 1.2GHz 이상 - RAM: 512MB - 그래픽 카드: 지포스 2, ATI 7500 32MB 이상 - 하드 디스크 여유 공간: 1.2GB 이상 - DirectX 버전: 9.0c |